# Josep Lluch i Puig
Josep Lluch i Puig (Terrassa, 24 d'abril de 1963) és un editor i escriptor català, actualment editor de Proa, Pòrtic i Empúries.

## Trajectòria
Va estudiar Filologia Catalana a la Universitat Autònoma de Barcelona. Va començar la seva trajectòria al sector editorial el 1987, quan va accedir al departament de correcció de l'Editorial La Galera. El 1992 l'empresa va fer una forta reducció de personal i Lluch va incorporar-se a l'equip del Grup Enciclopèdia Catalana, on va participar en el projecte de creació del primer hiperdiccionari, i posteriorment va començar a treballar com a redactor en cap a l'Editorial Proa, ajudant l'editor Oriol Izquierdo. Un dels seus primers autors editats fou Baltasar Porcel. El 2009, poc després de la creació del Grup 62 el 2006, Lluch es va convertir en l'editor de Proa i Pòrtic, i des del juliol de 2013 també ho fa a l'Editorial Empúries.
Entre les seves edicions més destacades dels primers anys es troben la novel·la Jo confesso de Jaume Cabré; la biografia Espriu, transparent, escrita per Agustí Pons, i una nova traducció de l'Odissea d'Homer a càrrec de Joan F. Mira. Ha incorporat al catàleg de Proa autors catalans consolidats, com Valentí Puig, Ramon Solsona i Martí Domínguez, i també apostes personals, com Gemma Ruiz, Marta Orriols, Joan Carreras, Francesc Serés, Carlota Gurt, Melcior Comes, Sebastià Alzamora, Flavia Company o Raquel Ricart, entre d'altres.
L'any 2014 cinc de les obres editades per Lluch van rebre premis de la crítica: Dos taüts negres i dos de blancs de Pep Coll (premi de la Crítica i premi Crexells), Cafè Barcelona de Joan Carreras (premi Ciutat de Barcelona), Les cròniques del déu coix de Joan-Lluís Lluís (premi Lletra d'Or), Vine com estàs de Mercè Ibarz (premi de la Crítica Serra d'Or de contes) i L'oració total de Carles Camps Mundó (premi de la Crítica Serra d'Or de poesia).
Ha publicat diversos llibres per al públic infantil, com ara El pare sense veu (1988), La Laura té por (1991), Ha plogut un àngel (1999), És festa major! (2001), La Sol i en Pol (2001), L'oca, la gallina i el món rodó (2007) o El gat de Montmartre (2010), entre d'altres.